# ASCI Thor's Hammer
Se referă la o generație de computere a căror tehnologie de fabricație este încă în stadiu de elaborare. Implicit se face referire la un concept virtual de analiză de calcul. Principalul deziderat este bineînțeles viteza de lucru. Dacă în computerele comerciale viteza de calcul s-ar traduce cumva în viteza fizică de ordinul a sute de kilometri pe secundă, în conceptul de față marea provocare o constituie viteza de calcul comparabilă cu cea a gândului (mind warp) teoretic infinit mai mare decât cea a luminii.